# Pierre Méchain
Pierre François André Méchain (n. 16 august 1744, Laon, Crown lands of France⁠(d), Regatul Franței – d. 20 septembrie 1804, Castelló de la Plana, Spania) a fost un astronom francez, care împreună cu prietenul său Charles Messier, a lucrat la un catalog celebru de nebuloase, Catalogul Messier.
Între 1800-1804 Pierre Méchain a fost director al Observatorului din Paris.

## Biografie
Pierre François André Méchain, fiu al arhitectului Pierre François Méchain, s-a născut la data de 16 august 1744, în orașul Laon din Franța. S-a dovedit dotat la matematici și la fizică, dar a trebuit să-și abandoneze studiile din lipsă de bani. Talentul său în astronomie a fost remarcat de  Joseph Jérôme Lefrançois de Lalande (1732-1807) care i-a devenit prieten și care l-a angajat ca asistent. A legat prietenie și cu Charles Messier în 1774.
La 4 noiembrie 1777, s-a căsătorit cu Barbe-Thérèse Marjou, care i-a dăruit doi băieți și o fată. A fost primit în Academia de Științe în 1782.
A devenit redactor și  redactor șef al publicației Connaissance des temps (în română: „Cunoașterea timpului”) în 1788 și a îndeplinit o misiune geodezică între 1792 și 1795, an în care a intrat în Bureau des longitudes (în română: „Biroul longitudinilor”).
Unul dintre fiii săi, Jérôme Isaac Méchain, a devenit astronom, ca și tatăl său.
La Paris (în arondismentul XIV) o stradă, iar în localitatea natală, Laon, un liceu îi poartă numele în onoarea sa.

## Descoperiri
Pierre Méchain este cunoscut mai cu seamă pentru că a descoperit o mare parte din obiectele din Catalogul Messier. Între 1779 și 1782, el a descoperit nu mai puțin de 29 de obiecte ale căror poziții le-a indicat lui Charles Messier, care le-a inclus în catalogul său. Méchain a descoperit două comete în 1781 cărora le-a determinat orbitele mulțumită cunoștințelor sale de matematică. În 1781 și 1799, el a descoperit nu mai puțin de șapte comete.
Împreună cu Jean-Baptiste Delambre, a efectuat măsurarea arcului de meridian Dunkerque-Barcelona, cu scopul de a determina precis metrul, dar a refuzat să-și comunice rezultatele măsurărilor din cauza unei anomalii de 3 secunde de arc, care l-a obsedat până la moarte. De altfel, s-a întors în Spania, pentru a reface măsurătorile, unde a murit de febră galbenă.

## Publicații
- Base du système métrique décimal, avec Jean-Baptiste Delambre (3 volume, 1806)

## Filmografie
- Un mètre pour mesurer le monde, film documentar de Axel Engstfeld, ARTE,  Germania, 2010, 55'